# Euchlaena concisaria
Euchlaena concisaria är en fjärilsart som beskrevs av Walker 1866. Euchlaena concisaria ingår i släktet Euchlaena och familjen mätare. Inga underarter finns listade i Catalogue of Life.